# Centre commercial La Lézarde
Pour les articles homonymes, voir Lézarde.
Le centre commercial La Lézarde (anciennement centre commercial Grand Havre) est un centre commercial situé à Montivilliers, dans l'agglomération havraise en Seine-Maritime, France.
Le centre commercial reçoit parfois l' appellations « La Lézarde » (en référence à la Lézarde, une rivière proche), 
En 2018, le centre commercial s'agrandit et ouvre 28 nouveaux commerces et se compose aujourd'hui de 80 Boutiques et restaurants avec un grand parking gratuit.

L'association des commerçants ADECOL est chargée des animations et événements dans le centre. 
Bureau de l'association dirigé par son Président Sébastien P. 
Le centre devrait être desservi par l'extension du tramway du havre. 

Ancien logo